# Денисівська сільська рада (Мелеузівський район)
Дени́сівська сільська рада (рос. Денисовский сельский совет) — муніципальне утворення у складі Мелеузівського району Башкортостану, Росія. Адміністративний центр — село Богородське.

## Населення
Населення — 1473 особи (2019, 1474 в 2010, 1377 в 2002).

## Склад
До складу поселення входять такі населені пункти:
| Населений пункт           | Населення, осіб (2002) | Населення, осіб (2010) |
| ------------------------- | ---------------------- | ---------------------- |
| Богородське, село         | 513                    | 508                    |
| Михайловка, присілок      | 157                    | 140                    |
| Нова Казанковка, присілок | 87                     | 240                    |
| Петропавловка, хутір      | 279                    | 209                    |
| Саїтовський, присілок     | 341                    | 377                    |